# Whole Lotta Rosie
Whole Lotta Rosie è una canzone della band hard rock AC/DC ottava e ultima traccia dell'album Let There Be Rock. È stata pubblicata come singolo nei Paesi Bassi nel 1977 con lato B Dog Eat Dog.  Nel 1980 il singolo sarà pubblicato anche in UK con un lato B differente ("Hell Ain't a Bad Place to Be").
La canzone, scritta da Angus Young, Malcolm Young e Bon Scott, parla di Rosie, una donna obesa con cui il cantante ha avuto un rapporto sessuale. Nel testo vengono messi in risalto sia la sua corporatura che le abilità amatorie.
È stata inserita in tutti i dischi live ufficiali del gruppo (If You Want Blood You've Got It, Live e Stiff Upper Lip Live).

## Tracce
7" Single Atlantic 10 992
1. Whole Lotta Rosie - 5:20
2. Dog Eat Dog - 3:30

## Classifiche
| Classifica (1977) | Posizione più alta |
| ----------------- | ------------------ |
| Paesi Bassi       | 5                  |
| Regno Unito       | 36                 |